# Корниш, Гэри
Гэри Корниш (англ. Gary Cornish; 10 апреля 1987, Инвернесс, Шотландия, Великобритания) — британский боксёр-профессионал, выступающий в тяжёлой весовой категории.

## Биография
Гэри Корниш родился 10 апреля 1987 года в Инвернессе, Шотландия. В детстве он играл в футбол за Брора Рейнджерс.
Корниш гордится своим шотландским наследием. У него есть татуировка на его груди с надписью: «Alba gu bràth» . Это является Гэльской фразой, используемой для выражения верности Шотландии. Она означает: 'Шотландия навсегда'.

## Любительская карьера
Он решил пойти в местный боксерский зал только для повышения физической формы для футбола. Но он влюбился в этот вид спорта, быстро обнаружив талант к нему. Среди инструкторов и опытных боксеров не было ни одного ростом до 2 метров, который обладал такой скоростью и атлетизмом. Поэтому оказалось трудной задачей найти ему подходящих соперников. После он ещё попробовал себя в футболе и в конце концов вернулся в бокс — спорт, где он показал большие способности в возрасте 19 лет. Его любительская карьера была короткой, из-за трудностей в поиске подходящих соперников, и он стал профессионалом с любительским рекордом 9-0.

## Профессиональная карьера
Дебютировал 18 апреля 2011 года в бою с Говардом Дэйли, которого нокаутировал во 2 раунде. Выиграл первые 21 поединок против посредственных соперников.
Среди них можно отметить Пола Батлина, Золтана Ксалы, Марино Голеса, Ларри Олубамиво, Хрвое Кисичека и Ивика Перковича. Перкович и Кисичек встречались с британцами Хьюи Фьюри и Ричардом Тауэрсом.

#### Бой с Энтони Джошуа
12 сентября 2015 года на арене О2 в Лондоне Корниш встретился с непобежденным проспектом Энтони Джошуа в бою за вакантный титул Британского Содружества в тяжелом весе. В 1 раунде Энтони отправил Корниша в первый нокдаун, за которым вскоре последовал и второй: Гари поспешил реваншироваться, нарвался ещё на пару встречных ударов и опустился на колено, а попытка принять стойкое вертикальное положение не убедила рефери, что стоит продолжать это действо.
После этого боя Корниш провел 3 победных поединка: 2 против Камила Соколовского и 1 против Томаша Мразека, которого побеждал ранее.

#### Бой с Сэмом Секстоном
6 октября 2017 года в бою за вакантный титул чемпиона Великобритании встретился с Сэмом Сэкстоном. В близком бою победу единогласным решением судей одержал Секстон. Счет судей: 114—116, 114—115, 113—116.

#### Завершение карьеры
В 2019 году Гари Корниш на 32-м году жизни вынужден был завершить карьеру.  Результаты регулярного обследования, в частности компьютерная томография головного мозга бойца, не понравились как медикам, так и чиновникам Британского совета по контролю за боксом. Корнишу аннулировали боксёрскую лицензию. «Совет завязать с боксом исходит от эксперта, поэтому мне придётся к нему прислушаться и пережить это, — сказал BBC Scotland двухметровый Гари. — И хоть каждый раз, когда переступаешь канаты ринга, ты так или иначе рискуешь жизнью, уважаю решение Совета: им ведь тоже не хочется подставляться. Я занимался этим последние 10 лет, и тот, кто боксировал, знает, как это круто, какой азарт. А понимание, что я туда больше не вернусь, просто убивает». https://vringe.com/news/122084-byvshiy-sopernik-dzhoshua-vynuzhden-zakonchit-kareru-iz-za-problem-s-mozgom.htm